# Jimmy Armfield
Pour les articles homonymes, voir Armfield.
James Christopher Armfield, dit Jimmy Armfield, né le 21 septembre 1935 à Denton (Angleterre) et mort le 22 janvier 2018 à Blackpool (Angleterre), est un footballeur anglais, qui évoluait au poste d'arrière droit à Blackpool et en équipe d'Angleterre.

## Carrière de joueur
- 1954-1971 : Blackpool

## Palmarès

### En équipe nationale
- 43 sélections et 0 but avec l'équipe d'Angleterre entre 1959 et 1966.
- Quart de finaliste de la Coupe du monde de football de 1962.

### Avec Blackpool
- Vainqueur de la Coupe anglo-italienne en 1971.
- Vice-champion du Championnat d'Angleterre de football en 1956.
- Vice-champion du Championnat d'Angleterre de football D2 en 1970.

## Carrière d'entraîneur
- 1971-1974 : Bolton Wanderers
- 1974-1978 : Leeds United